# Glaresis texana
Glaresis texana är en skalbaggsart som beskrevs av Gordon 1970. Glaresis texana ingår i släktet Glaresis och familjen Glaresidae. Inga underarter finns listade i Catalogue of Life.